# Acaena argentea
Acaena argentea är en rosväxtart som beskrevs av Hipólito Ruiz López och Pav.. Acaena argentea ingår i släktet taggpimpineller, och familjen rosväxter. Inga underarter finns listade i Catalogue of Life.